# Hugo Zuckermann
Pour les articles homonymes, voir Zuckerman.
Hugo Zuckermann, né le 15 mai 1881 à Egra en Autriche-Hongrie et mort le 23 décembre 1914 dans sa ville natale, est un dramaturge, avocat et sioniste austro-hongrois.
Zuckermann est surtout connu pour son Chant des chevaliers autrichiens (Österreichische Reiterlied). Dans les autres pièces de sa composition, notamment poétique, on peut aisément percevoir son engagement pour la cause sioniste.
Avec Oskar Rosenfeld, il fonde en 1908 la Jüdische Bühne, premier théâtre juif de Vienne, qui restera en activité jusqu'en 1938.
Hugo Zuckermann meurt au cours des combats de la Première Guerre mondiale.